# Podocalyceae
Podocalyceae es una tribu de plantas perteneciente a la familia Picrodendraceae. Comprende 3 subtribus y 3 géneros.

## Subtribus y géneros
Subtribu Paradrypetinae
Paradrypetes
Subtribu Tetracoccinae
Tetracoccus (también Halliophytum)
Subtribu Podocalycinae
Podocalyx